# Der Stand der Dinge
Der Stand der Dinge (alemany: L'estat de les coses) és una pel·lícula alemanya del 1982 dirigida per Wim Wenders. Explica la història d'un equip de filmació encallat a Portugal després que el productor desparegués i s'acabessin el material fílmic i els diners. El director viatja a Los Angeles a la recerca del seu productor desaparegut.

## Argument
Un equip de filmació a Portugal roda una pel·lícula de ciència-ficció en blanc i negre sobre els supervivents d'una Terra post-apocalíptica, titulada Els supervivents. El rodatge s'atura quan la producció esgota l'estoc de pel·lícula i els diners. En un hotel abandonat, la tripulació espera que arribin els diners o un senyal del productor desaparegut Gordon. A mesura que creixen inquiets i avorrits, la pel·lícula mostra alguns dels seus pensaments filosòfics i reaccions emocionals. El director Friedrich Munro finalment surt a trobar Gordon a Los Angeles que s'amaga en una casa mòbil a causa dels diners que deu a la màfia americana.
- Patrick Bauchau com a Friedrich, el director
- Allen Garfield (com Allen Goorwitz) com a Gordon, el productor
- Isabelle Weingarten com a Anna
- Rebecca Pauly com a Joan
- Jeffrey Kime com a Mark
- Geoffrey Carey com a Robert
- Camilla Mora com a Julia
- Alexandra Auder com a Jane
- Paul Getty Jr. com a Dennis, l'escriptor
- Viva (com a Viva Auder) com a Kate
- Samuel Fuller com a Joe, el càmera
- Roger Corman com a advocat
- Janet Rasak com a Karen
- Artur Semedo com a director de producció
- Francisco Baião com el Soundman
- Robert Kramer com a operador de càmera
- Monty Bane com a Herbert

## Rodatge
La pel·lícula va sorgir durant la producció de Hammett de Wenders el 1981 per a Francis Ford Coppola. Coppola va interrompre el rodatge per reescriure el guió. Wenders va tornar a Europa per a un projecte cinematogràfic intermedi, que al final no es va realitzar. Després va anar a Portugal per ajudar el director Raúl Ruiz amb el material cinematogràfic durant la realització de la seva pel·lícula O Território (1981). Wenders va contractar gran part del repartiment i de l'equip per fer Der Stand der Dinge, inclòs el director de fotografia Henri Alekan, el famós fotògraf de la pel·lícula de 1946 de Jean Cocteau La bella i la bèstia. Després de completar el rodatge a Portugal, Wenders va volar a Los Angeles per rodar les escenes finals abans de continuar treballant a Hammett.

## Informació de fons
Der Stand der Dinge té moltes referències a altres pel·lícules i cineastes. El nom del director fictici Friedrich Munro és un homenatge al director de cinema mut Friedrich Murnau. El nom del seu càmera Joe Corby és un anagrama de Joe Biroc. Altres cineastes i pel·lícules a què es fa referència són Fritz Lang, Centaures del desert, Cos i ànima, Thieves' Highway, Va arribar fins al final i La passió cega.
La banda sonora inclou música original de Jürgen Knieper, així com temes de Joe Ely, X i The Del-Byzanteens. Jim Jarmusch era un aleshores membre de The Del-Byzanteens, cosa que sovint condueix a la desinformació que Jarmusch va co-escriure la partitura musical. Les restes de pel·lícules de Der Stand der Dinge es van utilitzar més tard en el primer terç de la pel·lícula en blanc i negre de Jarmusch de 1984 Estranys al paradís.
Tot i que la pel·lícula Els supervivents, que la tripulació està rodant durant l'obertura de Der Stand der Dinge, es va anomenar repetidament un remake de Day the World Ended o L'home més perillós del món per revisors i enciclopèdies, no s'assembla gens a cap de les dues excepte pel que fa al paisatge postapocalíptic.
El 1994, Wenders va fer Lisbon Story, en la qual el director de cinema fictici de The State of Things, Friedrich Munro (interpretat de nou per Bauchau), reapareix sota el nom de Friedrich Monroe, després d'haver-se expatriat a Portugal.

## Premis
La pel·lícula va guanyar el Lleó d'Or al Festival de Cinema de Venècia de 1982. El 1983, va guanyar el Deutscher Filmpreis d'Or a la Fotografia i de Plata al Millor pel·lícula de ficció.